# Amber Glenn
Amber Elaine Glenn (Plano (Texas), 28 ottobre 1999) è una pattinatrice artistica su ghiaccio statunitense. Ha vinto la Finale del Grand Prix nel 2024 e due edizioni del Campionato nazionale statinitense.

## Risultati
GP: Grand Prix; CS: Challenger Series; JGP: Junior Grand Prix
R = Ritirata.
Le medaglie nelle competizioni a squadre sono assegnate solo per il risultato della squadra. I piazzamenti individuali sono indicati fra parentesi.

### Senior
| Internazionali               | Internazionali | Internazionali | Internazionali | Internazionali | Internazionali | Internazionali | Internazionali | Internazionali | Internazionali | Internazionali | Internazionali |
| Evento                       | 2014–15        | 2015–16        | 2016–17        | 2017-18        | 2018-19        | 2019-20        | 2020-21        | 2021-22        | 2022-23        | 2023-24        | 2024-25        |
| ---------------------------- | -------------- | -------------- | -------------- | -------------- | -------------- | -------------- | -------------- | -------------- | -------------- | -------------- | -------------- |
| Campionati mondiali          |                |                |                |                |                |                |                |                | 12°            | 10°            | 5°             |
| Quattro continenti           |                |                |                |                |                | 9°             |                |                | 7°             |                |                |
| GP Finale                    |                |                |                |                |                |                |                |                |                |                | 1°             |
| GP Cup of China              |                |                |                | 10°            |                | 6°             |                |                |                |                | 1°             |
| GP della Finlandia           |                |                |                |                |                |                |                |                |                | 3°             |                |
| GP Trophée Eric Bompard      |                |                |                |                |                |                |                |                |                |                | 1°             |
| GP NHK Trophy                |                |                |                |                |                |                |                | 7°             | 11°            |                |                |
| GP Skate America             |                |                |                |                |                | 7°             | 5°             | 6°             | 3°             | 5°             |                |
| CS Finlandia Trophy          |                |                |                |                |                |                |                | 10°            |                |                |                |
| CS Golden Spin               |                |                | 4°             |                |                |                |                | 2°             |                | 2°             |                |
| CS Lombardia Trophy          |                |                |                | 8°             | 6°             |                |                |                | 4°             |                | 1°             |
| CS Nebelhorn Trophy          |                |                | 5°             |                |                |                |                |                |                |                |                |
| CS U.S. Classic              |                |                |                |                |                | 3°             |                |                |                |                |                |
| Autumn Classic International |                | 6°             |                |                |                |                |                |                |                |                |                |
| Challenge Cup                |                |                |                |                | 4°             |                |                |                |                |                |                |
| Cranberry Cup                |                |                |                |                |                |                |                |                | 3°             |                |                |
| Philadelphia Summer          |                |                |                | 5°             | 5°             |                |                |                |                |                |                |
| Nazionali                    |                |                |                |                |                |                |                |                |                |                |                |
| Campionati statunitensi      | 13°            |                | 8°             | 8°             | 7°             | 5°             | 2°             | R              | 3°             | 1°             | 1°             |
| Eventi a squadre             |                |                |                |                |                |                |                |                |                |                |                |
| World Team Trophy            |                |                |                |                |                |                |                |                | 1° S 6º P      |                | 1° S 3º P      |

### Juniores
| Mondiali                |    | 7°   |    |    |
| JGP Estonia             |    |      | 6° |    |
| JGP Francia             |    |      | 3° |    |
| JGP Lettonia            |    |      |    | 5° |
| JGP Repubblica Ceca     |    | 3°   |    |    |
| Nazionali               |    |      |    |    |
| Campionati statunitensi | 5° | 1° J |    |    |